# باغ پرندگان کرج
باغ پرندگان کرج در چهارباغ کرج در مساحتی بالغ بر ۱۰ هزار متر مربع (در طبقات) دارای سالنهای سرپوشیده - برکه و جزایر متعدد به عنوان یک مرکز علمی- آموزشی و تفریحی به منظور نگهداری از گونه‌های نادر و روبه انقراض طراحی و ساخته شده است.
کتابخانه پرنده‌شناسی و کلکسیون کبوتران و ماکیان زینتی جهان از جمله بخش‌های این پارک است.

## آدرس
کرج - اتوبان کرج - خروجی کردان -بعد از جاده قدیم-بعد از زیرگذر راه‌آهن- شهر چهار باغ- نبش گلستان پنجم